# Batalla de Casilino (214 a. C.)
La batalla de Casilino fue un enfrentamiento militar entre Cartago y la República romana en el año 214 a. C. durante el transcurso de la segunda guerra púnica.

## Introducción
Tras dos años desde el desastre de Cannas, Roma había podido reconstruir sus ejércitos y poco a poco comenzaba a reconquistar las localidades que se habían pasado al bando púnico. La campaña de 214 a. C. se encaraba con Marco Claudio Marcelo y Fabio Máximo como cónsules. Roma reclutó seis legiones adicionales con las que consiguió elevar a cinco el número de ejércitos en el sur de la península itálica (Lucania, Apulia, Salentino y dos en Campania).
La ciudad de Casilino, que asentaba sobre ambas márgenes del río Volturno y abría el paso de Campania al Ager Falernus, estaba en manos púnicas desde comienzos del año 215 a. C. contando con una fuerte guarnición de 2000 campanos y 700 cartagineses.

## Acontecimientos previos
Marcelo se encontraba con su ejército consular en Nola donde rechazó poco antes a Aníbal en la 3ª batalla de Nola lo que provocó que este cambiase de área de operaciones al abandonar Campania en dirección al Salentino. Mientras, Fabio Máximo se centraba en la zona de Campania lindera con el Samnio Caudino y el Lacio.

## Asedio de Casilino
Sin la presencia de Aníbal en Campania, Fabio decidió atacar Casilino con su ejército consular. Acampó en los alrededores y dio inicio a las tareas de asedio. Ante la dificultad y buena defensa de su guarnición, y el riesgo de ser atacado su campamento desde Capua por el ejército que los campanos estaban reclutando con plebeyos y esclavos, indicó a su colega de consulado Marcelo que dejase una fuerte guarnición en Nola y acudiese con el resto de sus hombres a colaborar cubriéndole la espalda. Dado que los sucesivos asaltos eran rechazados una y otra vez, Fabio sugirió levantar el sitio, pero Marcelo le convenció para perseverar. Finalmente la paciencia dio sus frutos y Fabio pactó con los notables de la ciudad su rendición a cambio de un salvoconducto. Cuando se producía la salida por una de las puertas de los rendidos, Marcelo ordenó a sus hombres atacarles causando una masacre de la que solo se salvaron los 50 que ya habían llegado junto a las posiciones de Fabio, los cuales fueron escoltados a Capua. El resto resultó muerto o prisionero.

## Acontecimientos posteriores
Tras tomar el control de la ciudad, Fabio prosiguió con una brillante campaña que le permitió recuperar el control de numerosas localidades en el Samnio Caudino y norte de Apulia, mientras Marcelo trasladó su ejército consular a Sicilia para dar respuesta al cambio de bando del reino de Siracusa, comenzando una campaña en la isla que se extendería por cuatro años. Mientras, el procónsul Tiberio Sempronio Graco marcaba los movimientos de Aníbal entre Lucania y Apulia.